# Żarkij (1904)
Żarkij (ros. Жаркий) – rosyjski niszczyciel z początku XX wieku, jedna z 22 zbudowanych jednostek typu Bojkij. Okręt został zwodowany w maju 1904 roku w krajowej Stoczni Admiralicji w Nikołajewie, a do służby w Marynarce Wojennej Imperium Rosyjskiego został wcielony w 1905 roku, z przydziałem do Floty Czarnomorskiej. „Żarkij” wziął udział w I wojnie światowej, w maju 1918 roku został zdobyty przez Niemców, a we wrześniu 1919 roku przejęli go Biali. W 1920 roku niszczyciel został internowany w Bizercie, a złomowano go w 1924 roku.

## Projekt i budowa
Okręt był jednym z 22 niszczycieli typu Bojkij zbudowanych w krajowych stoczniach, będących ulepszoną i powiększoną wersją zaprojektowanych w brytyjskiej stoczni Yarrow jednostek typu Sokoł . Zbudowany został w Stoczni Admiralicji w Nikołajewie . Stępkę okrętu położono w 1902 roku, a zwodowany został w maju 1904 roku .

## Dane taktyczno-techniczne
„Żarkij” był niewielkim, czterokominowym niszczycielem, klasyfikowanym do 1907 roku jako torpedowiec . Długość całkowita wynosiła 64 metry, szerokość 6,4 metra i maksymalne zanurzenie 2,59 metra. Wyporność jednostki wynosiła 350 ton. Okręt napędzany był przez dwie pionowe maszyny parowe potrójnego rozprężania o łącznej mocy 5700 KM, do której parę dostarczały cztery kotły Yarrow . Dwuśrubowy układ napędowy pozwalał osiągnąć prędkość 26 węzłów . Okręt mógł zabrać zapas węgla o maksymalnej masie 80 ton, co zapewniało zasięg wynoszący 1200 Mm przy prędkości 12 węzłów .
Uzbrojenie artyleryjskie okrętu stanowiły: umieszczone na nadbudówce dziobowej pojedyncze działo kalibru 75 mm Canet L/48 oraz pięć pojedynczych dział trzyfuntowych kalibru 47 mm Hotchkiss M1885 L/40 . Jednostka wyposażona była w jedną dziobową stałą i dwie pojedyncze obracalne pokładowe wyrzutnie torped kalibru 381 mm, z łącznym zapasem sześciu torped . Ponadto okręt mógł zabrać na pokład 12–18 min .
Załoga okrętu liczyła 62–69 oficerów, podoficerów i marynarzy .

## Służba

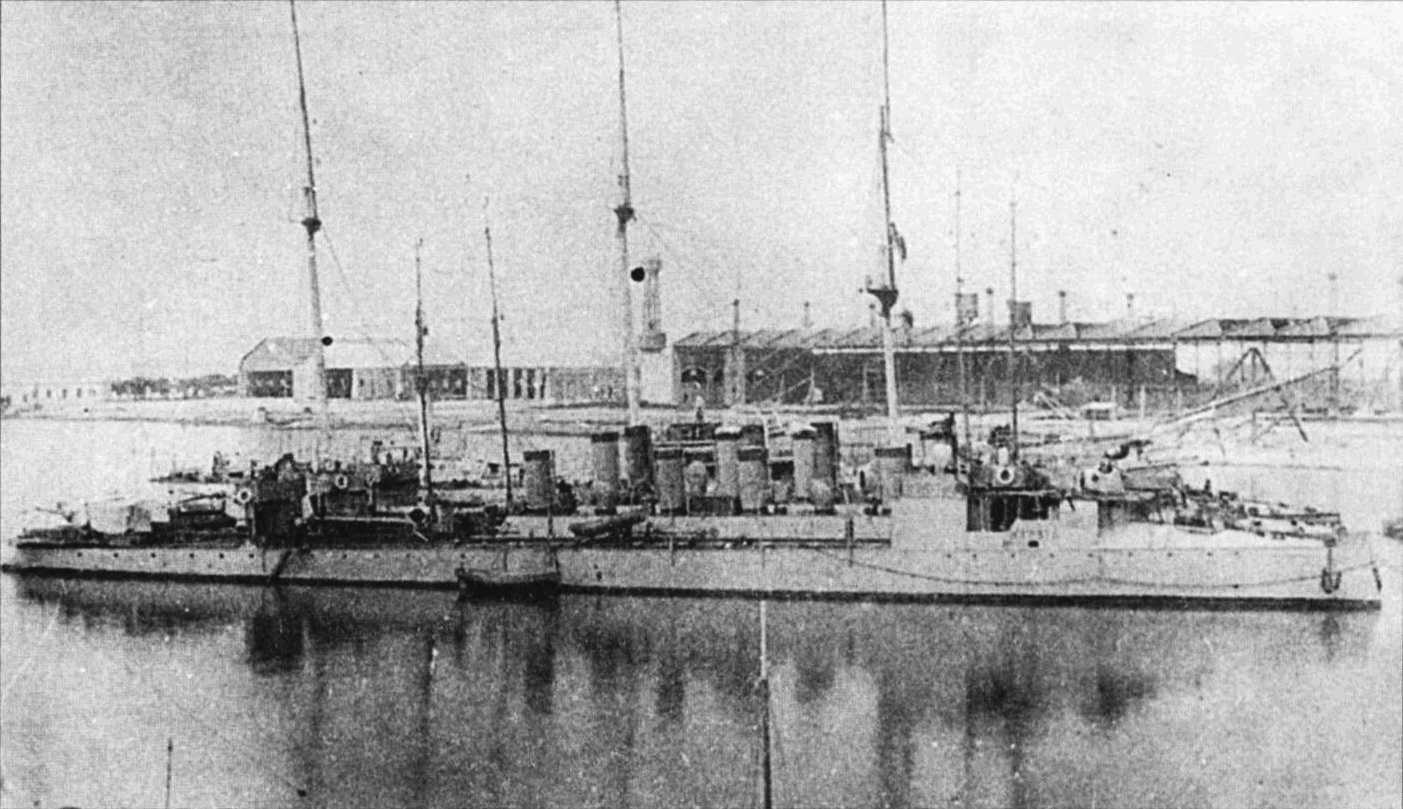
„Żarkij”, „Zorkij” i „Zwonkij” w Bizercie w 1924 roku

„Żarkij” został wcielony do służby w Marynarce Wojennej Imperium Rosyjskiego w 1905 roku . Jednostka weszła w skład Floty Czarnomorskiej.
W trakcie I wojny światowej „Żarkij” wchodził w skład Floty Czarnomorskiej. Rankiem 16 października?/29 października 1914 roku przebywające na patrolu nieopodal Półwyspu Krymskiego „Żarkij”, „Żywuczij” i „Lejtienant Puszczin” wzięły udział w ataku na krążownik liniowy „Yavuz Sultan Selim”, który bez wypowiedzenia wojny ostrzelał port w Sewastopolu, jednak znalazłszy się pod silnym ogniem przeciwnika musiały zawrócić (trafiony dwoma pociskami „Lejtienant Puszczin” został uszkodzony). W pierwszej połowie listopada 1915 roku „Żarkij” przybył do Batumi, wspierając później wojska lądowe walczące z Turkami na Kaukazie. W 1916 roku dokonano modernizacji uzbrojenia jednostki: zdemontowano wszystkie wyrzutnie torped kalibru 381 mm i wszystkie działka kalibru 47 mm, instalując w zamian dwie pojedyncze wyrzutnie torped kalibru 450 mm oraz drugą armatę kalibru 75 mm Canet i sześć pojedynczych karabinów maszynowych kalibru 7,62 mm . W nocy z 21 marca?/3 kwietnia na 22 marca?/4 kwietnia 1917 roku operujące z Suliny „Żarkij” i „Żywoj” zatopiły dwa szkunery, które wypłynęły z Konstancy.
W maju 1918 roku „Żarkij” został zdobyty Niemców. W listopadzie 1918 roku okręt przejęli w Sewastopolu alianci, po czym we wrześniu 1919 roku wszedł w skład floty Białych. W listopadzie 1920 roku „Żarkij”, „Zorkij” i „Zwonkij” udały się do Bizerty, gdzie zostały internowane przez Francuzów 16 grudnia?/29 grudnia 1920 roku . Jednostka została sprzedana i złomowana w 1924 roku .